# Philip Stanhope (3e comte de Chesterfield)
Philip Stanhope, 3e comte de Chesterfield (3 février 1673 - 27 janvier 1726) est un noble anglais.

## Biographie
Il est le fils aîné de Philip Stanhope (2e comte de Chesterfield), de sa troisième épouse, Elizabeth Dormer.
En 1692, il épouse Lady Elizabeth Savile, fille de George Savile (1er marquis d'Halifax. Son fils, Philip Stanhope (4e comte de Chesterfield) lui succède. Sir William Stanhope, un homme politique, est son deuxième fils.
Son travail en tant qu'écrivain est bien connu après sa mort. Beaucoup d'écrits à son fils sont publiés après sa mort.